# 森井和美
森井 和美（もりい かずみ、1967年6月30日 - ）は、日本の女子野球選手。日本女子野球選手においてパイオニア的存在の一人である。

## 経歴
1967年6月30日、神戸市で生まれた。1980年、中学1年の時に地元のアマチュア女子野球チーム「神戸レディース」の選手募集の広告を見て、女子野球を始めた。持ち前の野球センスの高さで、チームの中心選手となった。1989年に、「神戸レディース」の監督・伊藤秀次がチーム名を「オール兵庫」（全日本女子軟式野球連盟に加盟）に改名。2年後の1991年に日本野球機構が野球協約を変更してプロ野球球団が女性選手の受け入れを開始した事に伴い、チームメイトの則淳子と一緒にオリックス・ブルーウェーブの入団テストを受けた事もあった。
1999年-2006年まで7年連続で、日本代表に選出された。この間、女子野球世界大会での4連覇（2001年-2004年）や第2回IBAF女子ワールドカップ（2006年。自身は同大会で最多得点〈12点〉の表彰を受けた）での準優勝に貢献した。
40歳代半ばになる2013年時点でも現役を続けており、2013年8月12日に行われた全日本女子軟式野球選手権大会決勝では、4回裏に決勝点となるタイムリーヒットを打ち、チームを6年振り8回目の優勝に導いた。

## 背番号
- 8 （1989年 - ）